# Oppidum Stradonice

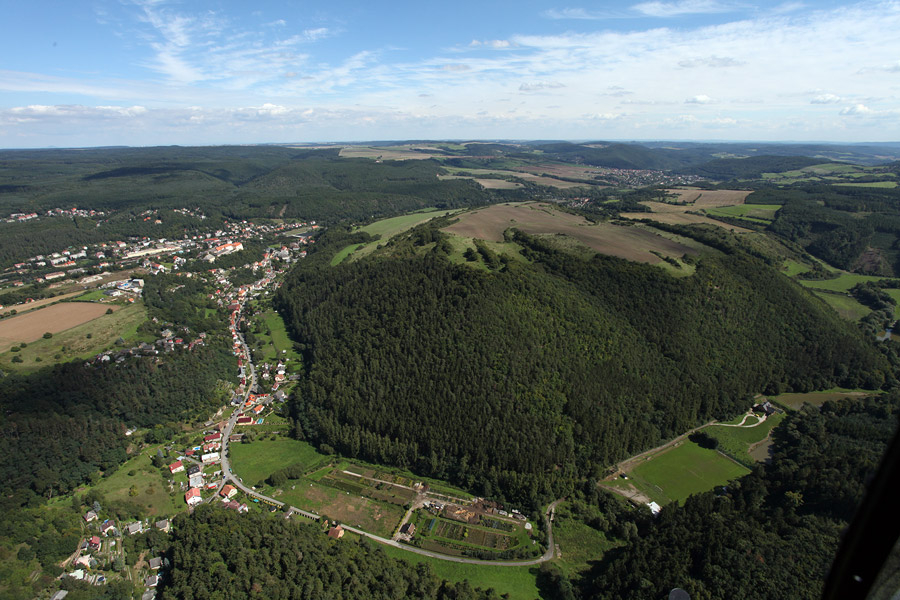
Widok od południa

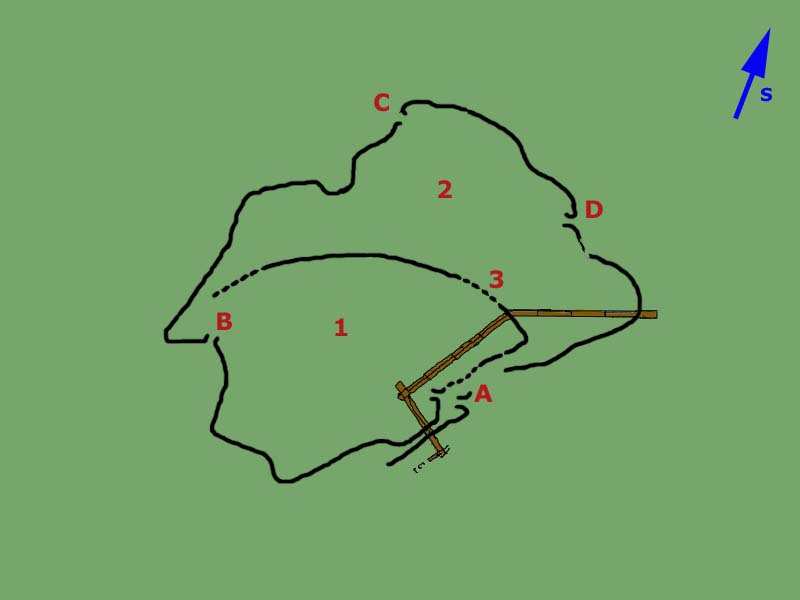
Plan oppidum

Oppidum Stradonice – celtyckie osiedle obronne w środkowych Czechach, w gminie Nižbor, w powiecie Beroun, w kraju środkowoczeskim.
Oppidum Stradonice jest jednym z najbardziej znanych oppidów na ziemiach czeskich

## Położenie i opis
Oppidum Stradonice leży w środkowych Czechach, na Wyżynie Krzywoklatskiej (cz. Křivoklátská vrchovina), w dorzeczu Berounki. Oppidum znajdowało się na spłaszczonym wierzchołku wzniesienia Hradiště o wys. 380 m n.p.m. Zajmowało powierzchnię 90,3 ha. Wzniesienia Hradiště znajduje się pomiędzy Nižborem a Stradonicami.
Wzniesienia Hradiště zbudowane jest z łupkówi obcięte z dwóch stron stromymi zboczami dolin Habrového potoka i Berounki. Najdogodniejszy dostęp był od strony południowo-wschodniej, gdzie znajduje się płytkie i szerokie siodło oddzielające je od reszty krainy.

## Historia
Celtowie osiedlili się tutaj w połowie II w. p.n.e. Początkowo była to niewielka, otwarta osada, związana ze szlakiem handlowym wzdłuż Berounki. Najstarszy etap budowy fortyfikacji sięga 120 r. p.n.e. W fundamentach wałów znaleziono glinianą formę do odlewania złotych monet, co świadczy o randze tego miejsca jeszcze zanim zostało ufortyfikowane. Oppidum było zamieszkałe prawdopodobnie przez plemię Bojów.
Na przełomie naszej ery oppidum zostało zdobyte i zniszczone przez Markomanów.
Kolejne grodzisko pochodzi z I-III w., czyli z okresu osiedlenia się plemion germańskich.

## Ochrona
Od roku 1958 jest chronione jako Narodowy zabytek kultury Republiki Czeskiej (cz. Kulturní památka České republiky)

## Legendy
Na Hradišti znajduje się krzyż zwany Prachovým krzyżem. Wiąże się z nim legenda o Franciszku Prachovym (cz. Františku Prachovi), który postawił tam chałupę i szukał złotego skarbu. Zabił go leśny duch Dyma, a chałupa spłonęła. O krzyżu się mówi, że stale zapada się w ziemię.

## Literatura
- Josef Ladislav Píč: Hradiště u Stradonic jako historické Marobudum, Starožitnosti země České, 1903
- Petr Drda, Alena Rybová: Keltové a Čechy, Academia, Praha 1998, 196 s., ISBN 80-200-0732-6
- Jiří Waldhauser: Encyklopedie Keltů v Čechách, Libri, Praha 2011, 592 s., ISBN 80-7277-053-5
- Vladimír Čtverák, Michal Lutovský, Miloslav Slabina, Lubor Smejtek: Encyklopedie hradišť v Čechách, Libri, Praha 2003, 432 s., ISBN 80-7277-173-6
- Jiří Topinka: Nižbor: toulky minulostí: Nižbor, Stradonice, Žloukovice, Obec Nižbor, Nižbor 2001, ISBN 80-238-6745-8